# Roncus anophthalmus
Roncus anophthalmus är en spindeldjursart som först beskrevs av Edvard Ellingsen 1910.  Roncus anophthalmus ingår i släktet Roncus och familjen helplåtklokrypare. Inga underarter finns listade i Catalogue of Life.